# RK Poreč
RK Poreč ist ein Handballverein aus der kroatischen Stadt Poreč. Die erste Mannschaft spielt in der ersten kroatischen Liga.

## Geschichte
Handball wurde 1949 das erste Mal in Istrien gespielt, und zwar auf einem Fußballplatz bei den ehemaligen Silos, wo sich Studenten aus Zagreb mit einer Auswahl der Fußballer vom NK Jadran während der Ferien zum Duell trafen. Schon damals stand Lujo Györy für die Einheimischen im Tor, welcher später Nationaltormann Jugoslawiens wurde.
So wurde ab 1951/52 Feldhandball auf dem Fußballplatz gespielt. Dieser verschwand jedoch recht schnell mit der Einführung des Kleinfeld-Handballs, wie er heute bekannt ist.
1953 wurde mit dem Handballtraining begonnen, 1954 wurde zum ersten Mal offiziell gespielt; dieses Jahr gilt somit als Gründungsjahr. Als Teil der „DTO“ (eine Organisation in der Stadt, die alle Sportarten unter sich hatte, was auch bedeutete, dass man als Spieler bei mehreren Sportarten teilnahm) nahm man an einer gemeinsamen Istrianischen Liga ab 1955 teil. In dieser Liga waren außer Handball auch alle anderen Sportarten vertreten. So kam es auch dazu, dass einige Spieler in mehreren Disziplinen an der Liga teilnahmen.
Neben dem Herrenhandball wurde zeitgleich auch der Damenhandball eingeführt, dieser war besonders erfolgreich zwischen den 1970er und 1990er Jahren.
Die Herren spielten in der Regionalen Liga Istriens und kämpften oft um den Aufstieg. 1963 stieg die Herren- und Damenmannschaft aus dem Gesamtsportverein DTO aus und gründete 1968 den eigenständigen Handballverein RK Poreč.
Nach Höhen und Tiefen wurde der Verein 1987 Meister in der Istrischen Liga und stieg in die PIR-Liga auf; jedoch brach Ende der Saison die finanzielle Grundlage weg. Deshalb zog sich die Herrenmannschaft komplett aus dem Wettbewerb zurück. Den Damen erging es drei Jahre später ebenso. Einzig die Jugendförderung blieb bis 1995 erhalten.
Nach einer kontinuierlichen Steigerung schaffte man 2003/04 zum ersten Mal den Aufstieg in die zweite kroatische Liga. Seit der Saison 2007/08 spielt die Mannschaft in der ersten kroatischen Liga.